# Industrija Mašina i Traktora

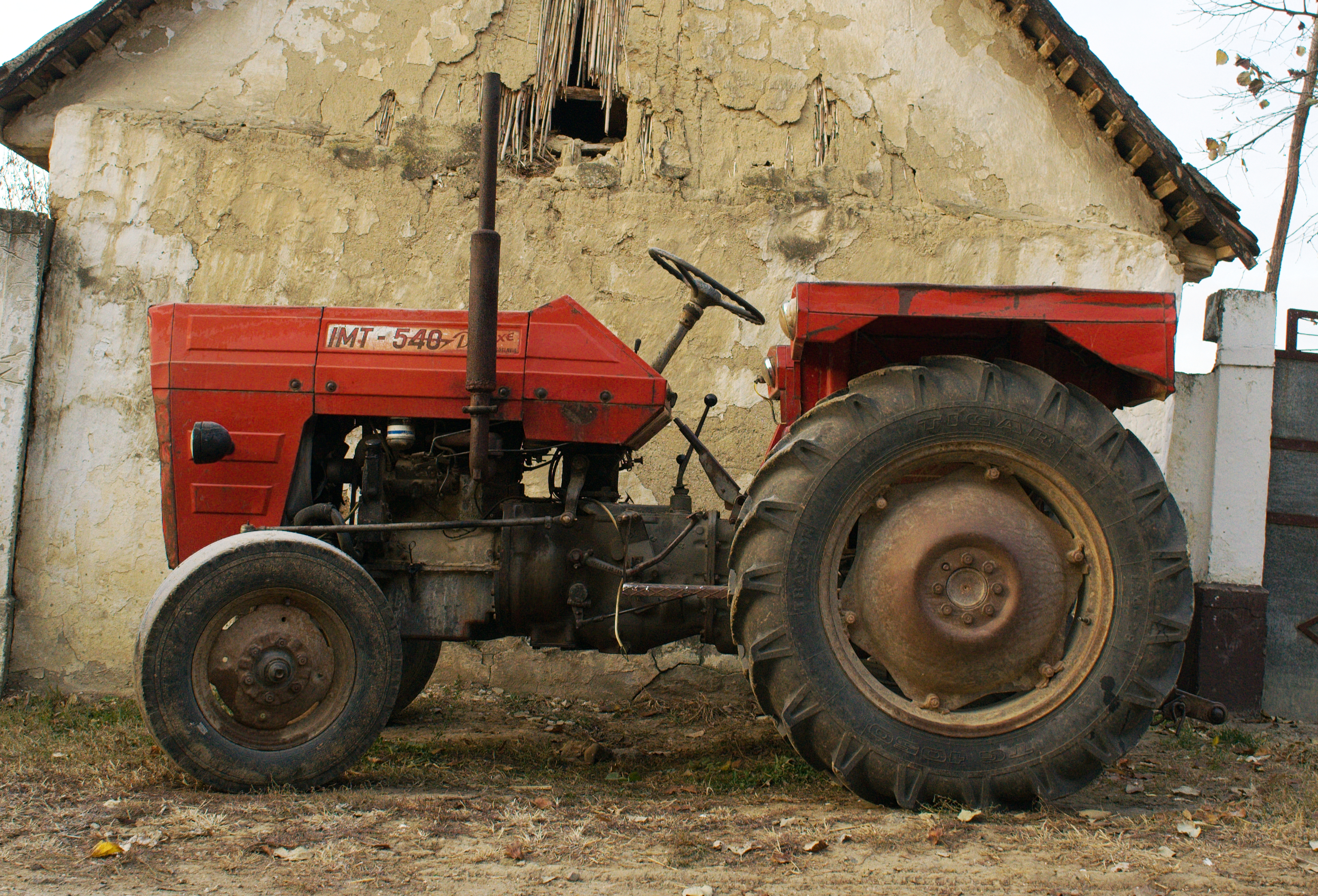
Ciągnik rolniczy IMT 540

Industrija Mašina i Traktora – serbskie przedsiębiorstwo z siedzibą w Belgradzie, produkujące ciągniki rolnicze pod marką IMT, będące największym producentem maszyn rolniczych na terenach byłej Jugosławii.
IMT została założona w 1947 roku wraz z kilkoma innymi firmami, które przystąpiły do tworzenia Metalski zavod Aleksandar Rankovic.
W 1965 roku została zakupiona licencja od firmy Massey Ferguson.
W 2007 roku zakupem firmy IMT była zainteresowana polska spółka Pol-Mot Warfama.
Na dzień 31 grudnia 2009 IMT zatrudniała 886 pracowników.
Portfolio produktów IMT składa się między innymi z trzech grup traktorów, ciągników dla rolnictwa, których moc wynosi od 29,5 kW do 150 kW, ciągników do sadów i winnic oraz ciągników do innych celów, jak również sześć grup maszyn i narzędzi do spulchniania gleby, przygotowania do siewu, siewu i sadzenia, międzyrzędowej uprawy, transportu i przeładunku.